# Кюстендорф
Кюстендорф, также Кустендорф или Дрвенград (серб. Др́венград), Ме́чавник (серб. Мећавник) — этнодеревня, построенная режиссёром Эмиром Кустурицей для съёмок фильма «Жизнь как чудо» (2004). Расположена в Златиборском округе возле города Ужице, в двухстах километрах на юго-запад от Белграда, недалеко от горы Мечавник и границы с Боснией и Герцеговиной.

## Описание
Идею создания Дрвенграда Кустурица описывал в июле 2004 года следующим образом:
Я потерял свой город Сараево во время войны. Поэтому я захотел построить свою собственную деревню. Она носит немецкое название Küstendorf. Я буду организовывать там семинары для людей, которые хотят изучать, как создаётся кино, играть концерты, изготавливать керамику, рисовать. Это место, где я буду жить, и куда некоторые люди смогут приезжать время от времени. Там, конечно, будут проживать и другие жители, которые будут работать. Я мечтаю об открытом месте с культурным разнообразием, которое будет противостоять глобализации.
В Кюстендорфе расположены библиотека, художественная галерея, кинотеатр «Стэнли Кубрик», основной дом с кинозалом, с гостиной, гостевой комнатой, бассейном, тренажерным залом, сауной и отдельными комнатами для семьи Кустурицы, спортивный зал, ресторан; кондитерская и сувенирный магазин, церковь Св. Саввы.
Улицы деревни названы в честь людей, которых Кустурица лично считает значимыми: Никола Тесла, Эрнесто Че Гевара, Диего Марадона, Федерико Феллини, Ингмар Бергман, Иво Андрич, Брюс Ли и другие. Есть также площадь Никиты Михалкова и улица Андрея Тарковского.

## Фестивали кино и музыки
С 2008 года в Кюстендорфе проводится Международный фестиваль кино и музыки «Кустендорф», главным призом которого является «Золотое яйцо» за лучший короткометражный фильм.
Выбор места для фестиваля Кустурица объяснил так:
У меня никогда бы не получилось такого фестиваля в Белграде, если бы я не нашел Мечавник. Мокра Гора ведь была ничьей землей, исторически она не принадлежала ни Боснии, ни Сербии.
В 2010 году Куюстендорф фестиваль посетил актёр Джонни Депп. Во время его визита была открыта посвящённая ему статуя.
C 2013 года в этнодеревне проводится фестиваль русской музыки «Большой», на котором выступают как молодые и начинающие, так и известные музыканты из России и Сербии.

## Галерея

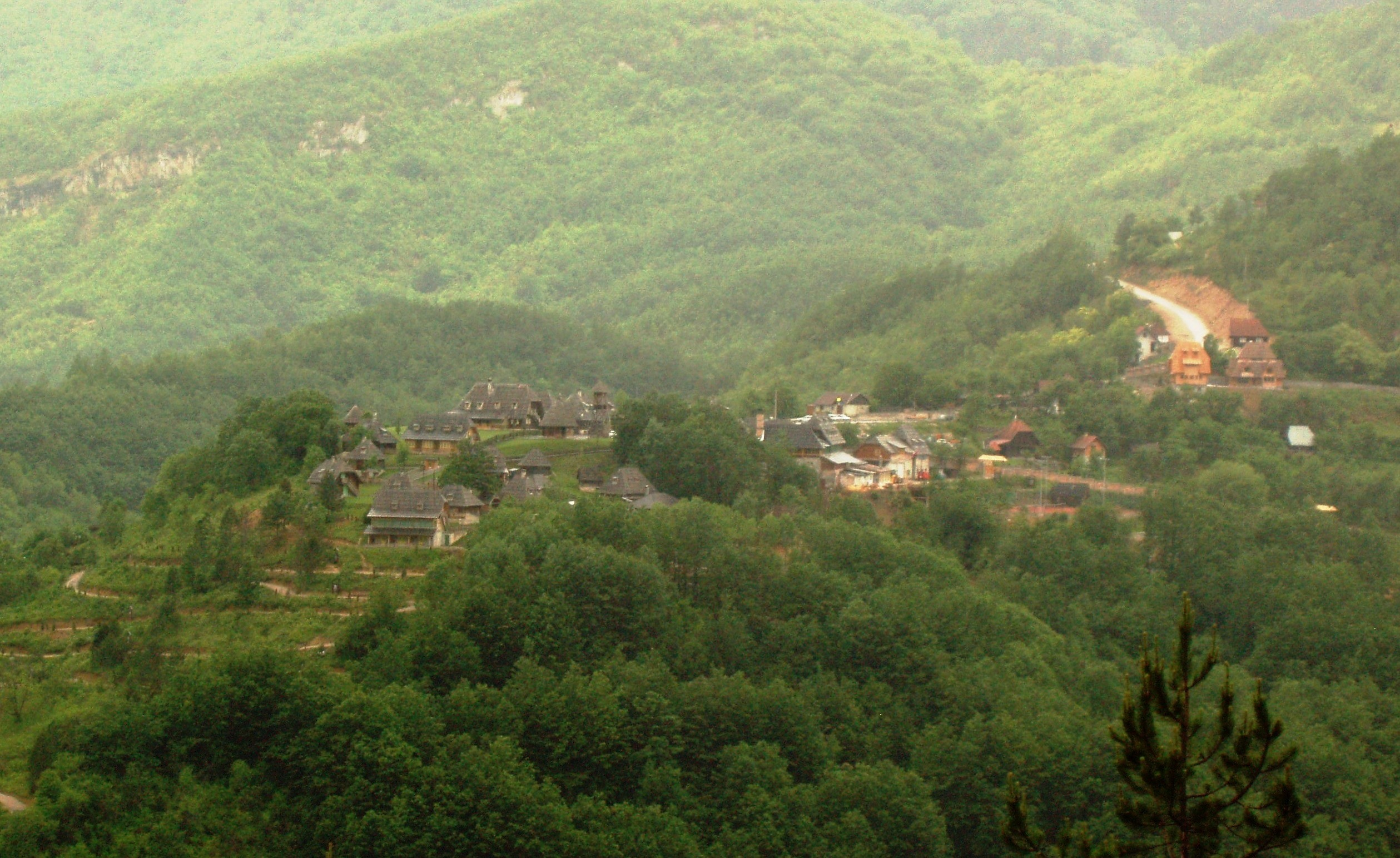
Вид на деревню Дрвенград
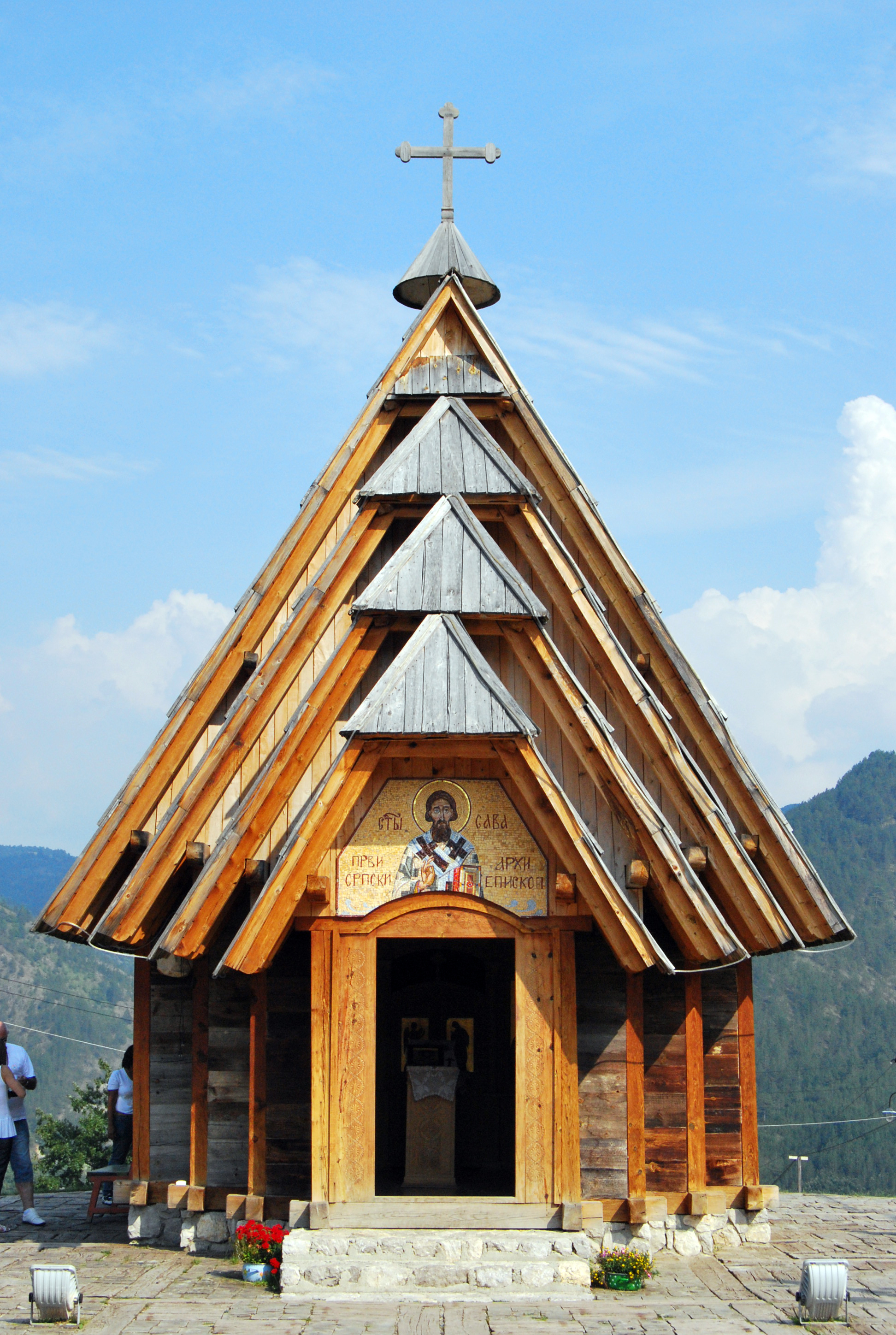
Церковь Св. Саввы в Дрвенграде
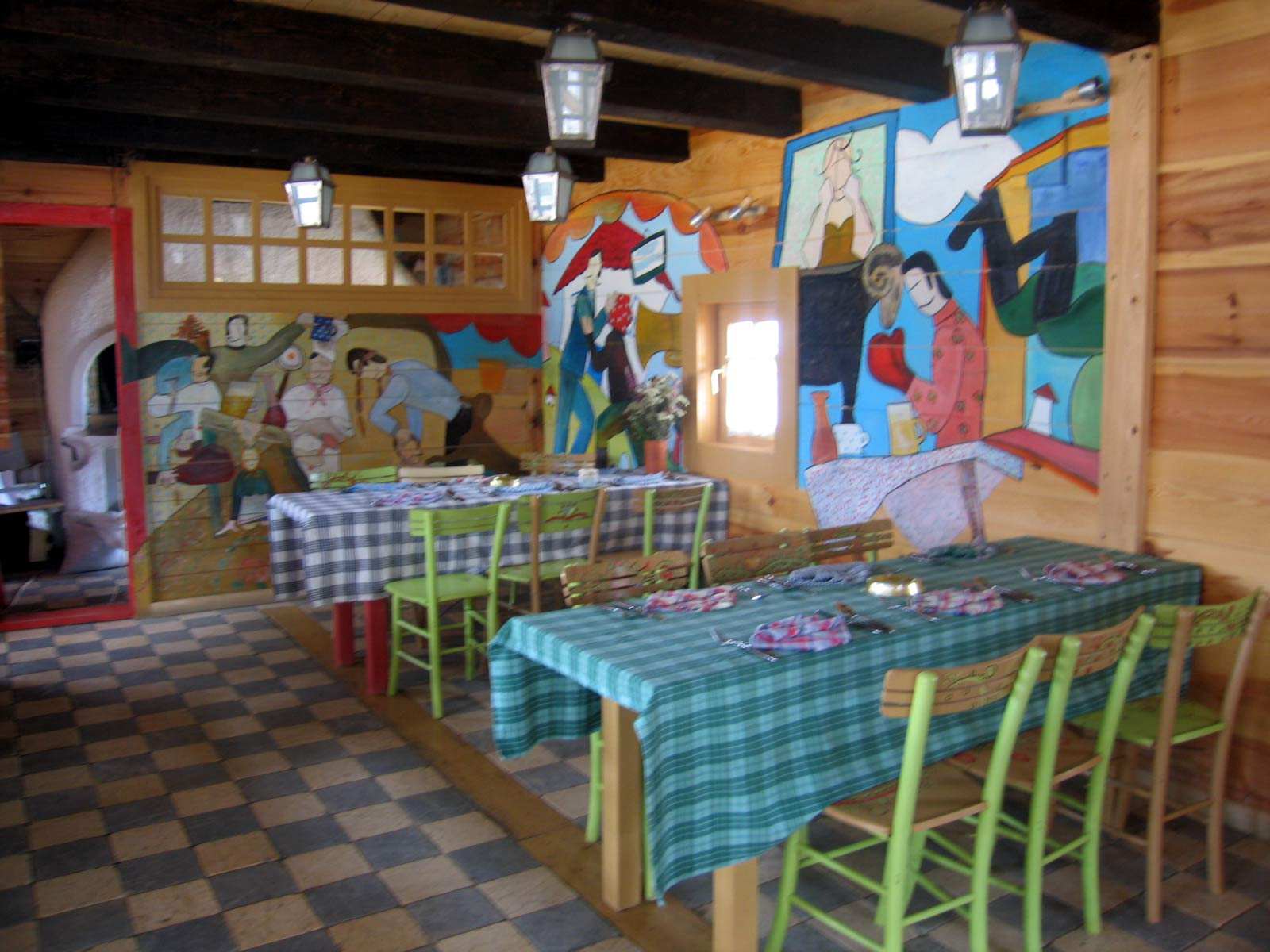
Один из ресторанов
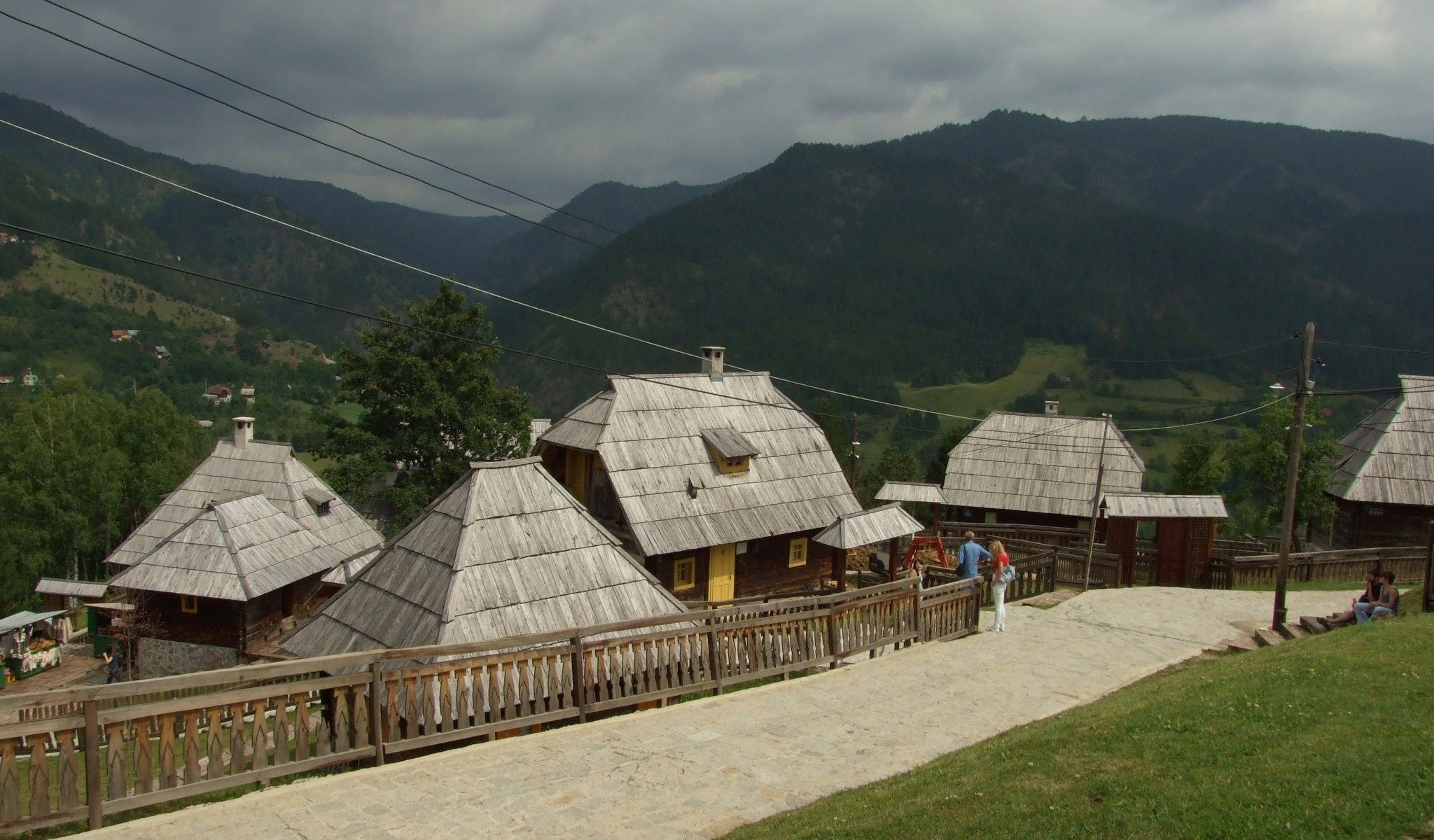
Дома Дрвенграда
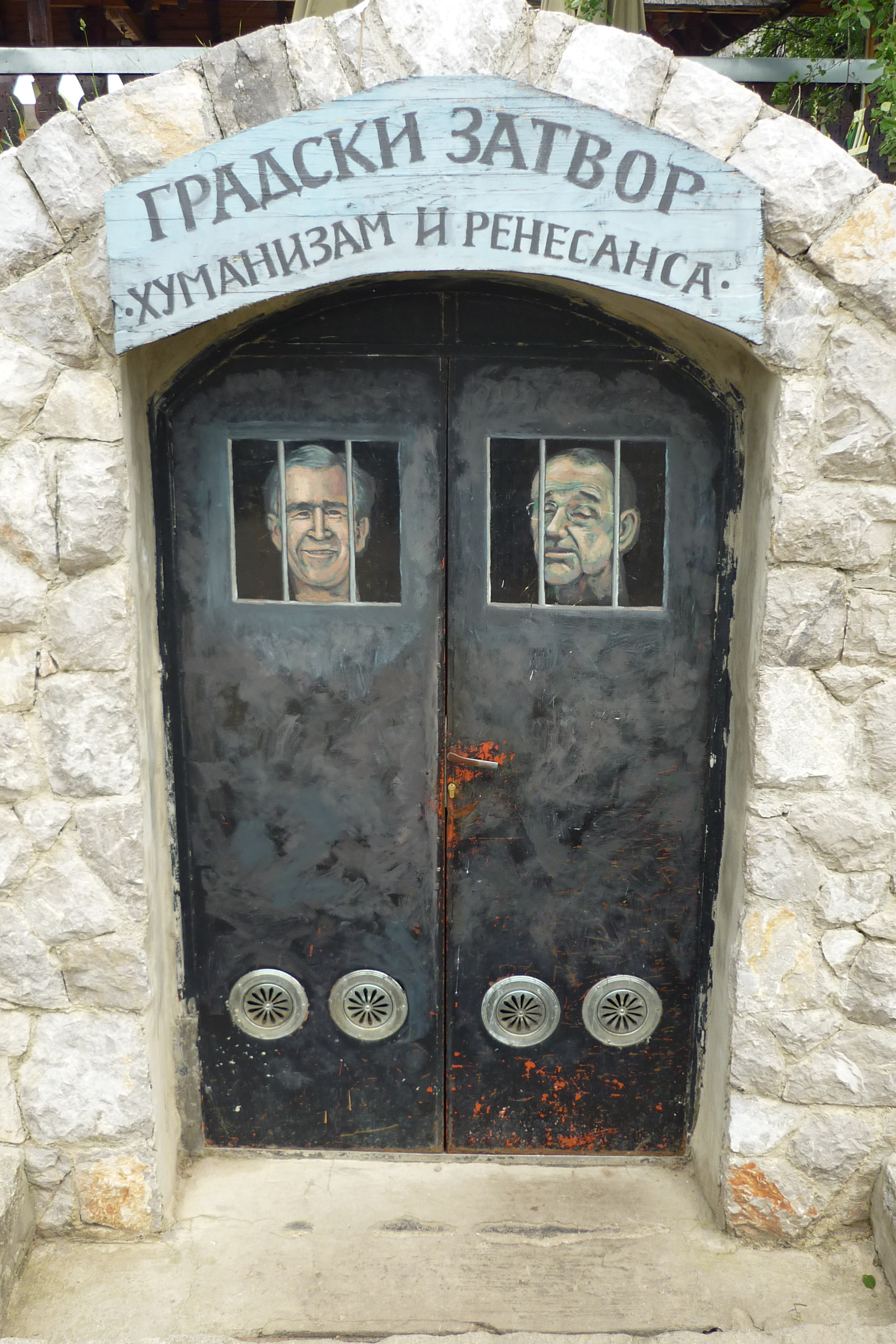
Джордж Буш и Хавьер Солана – палачи Югославии